# Tíz kicsi katona
A Tíz kicsi katona (eredeti cím: And Then There Were None) 2015-ös televíziós sorozat. A sorozat Agatha Christie Tíz kicsi néger című könyve alapján készült.

## Tartalom
Nyolc embert meghív vendégségbe egy titokzatos házaspár egy istenháta mögötti szigeten álló házba. Ezek az emberek ezelőtt még sosem látták egymást, ezért semmit nem tudnak egymásról. Van köztük bíró, tábornok, testnevelő tanár, orvos és nyomozó is, egy sokrétű csapatról van szó. Mind a nyolcan elfogadják a meghívást, de amikor a szigetre érnek a szolgáló közli velük, hogy a vendéglátók még nincsenek itthon, de ne aggódjanak, mert minden igényük ki lesz elégítve. A vendégek ezt egy kicsit furcsának találják, de elfoglalják a szobájukat majd pedig lemennek vacsorázni.
A vacsoránál szolidan társalogni kezdenek, és amikor már éppen összemelegednének egy bakelitlemezre mondott szöveg kiveri náluk a biztosítékot. A lemezre előre felvett szöveg ugyanis megvádolja őket, azt állítja, hogy mindnyájan gyilkosok. Sőt, még a két szolgálóról is ugyanezt állítja.
A vádak
- Edward Armstrong megölte Louisa Mary Clees-t
- Emily Brent megölte Beatrice Taylor-t
- William Blore megölte James Stephen Landor-t
- Vera Claythorne megölte Cyril Ogilvie Hamilton-t
- Philip Lombard megölt 21 embert, akik egy kelet-afrikai törzs tagjai voltak
- John MacArthur megölte Henry Richmond-ot
- Anthony Marston megölte John és Lucy Coombes-t
- Lawrence Wargrave megölte Edward Seton-t
- Thomas és Ethel Rogers megölte Jennifer Brady-t

A jelenlévők közül csak Philip Lombard ismeri el a vádakat, Anthony Marston pedig azt állítja, hogy véletlen volt, de a többiek alaptalan vádaknak nevezik az elhangzottakat és vérig sértettnek érzik magukat. Ezután nem sokkal Anthony Marston és Ethel Rogers meghal, de a haláluknak nem tulajdonítanak nagy jelentőséget a jelenlévők, mert szerintük nem bűntény történt. De innentől fogva elszabadul a pokol, és a vendégek elkezdenek hullani, mint a legyek. Most már kétség sem férhet hozzá, hogy valaki gyilkolni kezdte a jelenlévőket, csak az a kérdés, hogy valaki közülük, vagy valaki más, aki elbújt a szigeten. A vendégek egymást kezdik el vádolni, a feszültség kézzel foghatóvá válik. Senki sem bízhat a másikban.

## Szereplők
- Charles Dance
- Maeve Dermody
- Burn Gorman
- Toby Stephens
- Miranda Richardson
- Aidan Turner
- Sam Neill
- Noah Taylor
- Douglas Booth
- Anna Maxwell Martin